# Смавзюк, Леонтий Семёнович
Леонтий Семёнович Смавзюк (1902—1944) — майор Рабоче-крестьянской Красной Армии, участник Великой Отечественной войны, Герой Советского Союза (1944).

## Биография
Леонтий Смавзюк родился 5 мая 1902 года в селе Скибинцы (ныне — Тростянецкий район Винницкой области Украины). Окончил семь классов школы. В 1923 году Смавзюк был призван на службу в Рабоче-крестьянскую Красную Армию. В 1926 году он окончил школу младших командиров, в 1936 году — Военно-политическую академию. С июля 1941 года — на фронтах Великой Отечественной войны.
К марту 1944 года гвардии майор Леонтий Смавзюк был заместителем по политчасти командира 136-го гвардейского стрелкового полка 42-й гвардейской стрелковой дивизии 40-й армии 2-го Украинского фронта. Отличился во время форсирования Горного Тикича. 6 марта 1944 года Смавзюк в числе первых бросился в воду и переправился на западный берег реки в районе села Антоновка (ныне — в черте посёлка Буки Черкасской области Украины) и возглавил захват, удержание плацдарма и штурм Антоновки. В ходе последующего наступления 17 марта 1944 года Смавзюк погиб в бою. Похоронен в братской могиле в селе Джурин Шаргородского района Винницкой области Украины.
Указом Президиума Верховного Совета СССР от 13 сентября 1944 года за «мужество и героизм, проявленные при форсировании реки Горный Тикич и в боях на захваченном плацдарме» гвардии майор Леонтий Смавзюк посмертно был удостоен высокого звания Героя Советского Союза. Также был награждён орденами Ленина и Красной Звезды.
В честь Смавзюка названы улицы в Тростянце, Джурине и Скибинцах.